# Able Tasmans
Able Tasmans  fue una banda neozelandesa de rock formada en 1983 y disuelta en 1996. El nombre del grupo le hace referencia al explorador neerlandés: Abel Tasman.
Aunque Able Tasmans nunca formó parte del movimiento del Dunedin Sound siendo originarios de Nueva Zelanda, el grupo perteneció aun así a la escena independiente del rock en Nueva Zelanda, y consolidándose en la actualidad como un grupo de culto.
Desde su separación en 1996, varios de sus miembros siguieron en proyectos alternos, Jane Dodd estuvo en el grupo The Chills y Graeme Humphreys y Peter Keen crearon su grupo: Humphreys & Keen. En 1998 hicieron una pequeña reunión haciendo un concierto.
El bajista David Beniston falleció el 7 de mayo de 2011 a causa de una aneurisma.

## Integrantes

### Exintegrantes
- Graeme Humphreys - vocal, guitarra, teclados (1983 - 1996)
- Craig Baxter - batería (1984 - 1987)
- Peter Keen - vocal, guitarra, trompeta (? - ?)
- David Beniston - bajo (? - ?) (fallecido en 2011)
- Leslie Jonkers - vocal, teclados, órgano (1987 - 1996)
- Craig Mason - batería (1990 - 1996)
- Jane Dodd - vocal, batería (1990 - 1996)
- Ronald Young - órgano, sintetizador (1990 - 1996)
- Stuart Greenway - batería (1987 - 1990)

## Discografía

### Álbumes de estudio
- 1987: "A Cuppa Tea and a Lie Down" (Flying Nun Records)
- 1990: "Hey Spinner!" (Flying Nun Records)
- 1992: "Somebody Ate My Planet" (Flying Nun Records/Festival Records)
- 1995: "Store in a Cool Place" (Flying Nun Records/Festival Records)

### EPs
- 1985: "The Tired Sun" (Flying Nun Records)
- 1993: "The Shape of Dolls" (Flying Nun Records/Festival Records)

### Recopilatorios
- 1998: "Songs from the Departure Lounge" (Flying Nun Records)